# 狭叶芥荆
狭叶芥荆（学名：Nepeta souliei）为唇形科荆芥属下的一个种。

## 扩展阅读
- 維基物種上的相關：狭叶芥荆